# Henry Augustus Loveday
Henry Augustus Loveday (3 agosto 1815 – Delhi, 9 gennaio 1848) è stato un religioso e compositore di scacchi britannico.
Si laureò in teologia al Peterhouse College di Cambridge nel 1838. L'anno successivo fu ordinato pastore anglicano e nel 1841 fu inviato a Delhi in India, dove fu per sette anni cappellano della chiesa anglicana di San Giacomo. 
|   | a | b | c | d | e | f | g | h |   |
| 8 | b7 pedone del nero · h6 alfiere del bianco · e5 pedone del nero · e4 re del nero · g4 pedone del bianco · f3 cavallo del nero · b2 pedone del bianco · f2 pedone del bianco · g2 alfiere del bianco · a1 re del bianco · d1 torre del bianco | b7 pedone del nero · h6 alfiere del bianco · e5 pedone del nero · e4 re del nero · g4 pedone del bianco · f3 cavallo del nero · b2 pedone del bianco · f2 pedone del bianco · g2 alfiere del bianco · a1 re del bianco · d1 torre del bianco | b7 pedone del nero · h6 alfiere del bianco · e5 pedone del nero · e4 re del nero · g4 pedone del bianco · f3 cavallo del nero · b2 pedone del bianco · f2 pedone del bianco · g2 alfiere del bianco · a1 re del bianco · d1 torre del bianco | b7 pedone del nero · h6 alfiere del bianco · e5 pedone del nero · e4 re del nero · g4 pedone del bianco · f3 cavallo del nero · b2 pedone del bianco · f2 pedone del bianco · g2 alfiere del bianco · a1 re del bianco · d1 torre del bianco | b7 pedone del nero · h6 alfiere del bianco · e5 pedone del nero · e4 re del nero · g4 pedone del bianco · f3 cavallo del nero · b2 pedone del bianco · f2 pedone del bianco · g2 alfiere del bianco · a1 re del bianco · d1 torre del bianco | b7 pedone del nero · h6 alfiere del bianco · e5 pedone del nero · e4 re del nero · g4 pedone del bianco · f3 cavallo del nero · b2 pedone del bianco · f2 pedone del bianco · g2 alfiere del bianco · a1 re del bianco · d1 torre del bianco | b7 pedone del nero · h6 alfiere del bianco · e5 pedone del nero · e4 re del nero · g4 pedone del bianco · f3 cavallo del nero · b2 pedone del bianco · f2 pedone del bianco · g2 alfiere del bianco · a1 re del bianco · d1 torre del bianco | b7 pedone del nero · h6 alfiere del bianco · e5 pedone del nero · e4 re del nero · g4 pedone del bianco · f3 cavallo del nero · b2 pedone del bianco · f2 pedone del bianco · g2 alfiere del bianco · a1 re del bianco · d1 torre del bianco | 8 |
| 7 | b7 pedone del nero · h6 alfiere del bianco · e5 pedone del nero · e4 re del nero · g4 pedone del bianco · f3 cavallo del nero · b2 pedone del bianco · f2 pedone del bianco · g2 alfiere del bianco · a1 re del bianco · d1 torre del bianco | b7 pedone del nero · h6 alfiere del bianco · e5 pedone del nero · e4 re del nero · g4 pedone del bianco · f3 cavallo del nero · b2 pedone del bianco · f2 pedone del bianco · g2 alfiere del bianco · a1 re del bianco · d1 torre del bianco | b7 pedone del nero · h6 alfiere del bianco · e5 pedone del nero · e4 re del nero · g4 pedone del bianco · f3 cavallo del nero · b2 pedone del bianco · f2 pedone del bianco · g2 alfiere del bianco · a1 re del bianco · d1 torre del bianco | b7 pedone del nero · h6 alfiere del bianco · e5 pedone del nero · e4 re del nero · g4 pedone del bianco · f3 cavallo del nero · b2 pedone del bianco · f2 pedone del bianco · g2 alfiere del bianco · a1 re del bianco · d1 torre del bianco | b7 pedone del nero · h6 alfiere del bianco · e5 pedone del nero · e4 re del nero · g4 pedone del bianco · f3 cavallo del nero · b2 pedone del bianco · f2 pedone del bianco · g2 alfiere del bianco · a1 re del bianco · d1 torre del bianco | b7 pedone del nero · h6 alfiere del bianco · e5 pedone del nero · e4 re del nero · g4 pedone del bianco · f3 cavallo del nero · b2 pedone del bianco · f2 pedone del bianco · g2 alfiere del bianco · a1 re del bianco · d1 torre del bianco | b7 pedone del nero · h6 alfiere del bianco · e5 pedone del nero · e4 re del nero · g4 pedone del bianco · f3 cavallo del nero · b2 pedone del bianco · f2 pedone del bianco · g2 alfiere del bianco · a1 re del bianco · d1 torre del bianco | b7 pedone del nero · h6 alfiere del bianco · e5 pedone del nero · e4 re del nero · g4 pedone del bianco · f3 cavallo del nero · b2 pedone del bianco · f2 pedone del bianco · g2 alfiere del bianco · a1 re del bianco · d1 torre del bianco | 7 |
| 6 | b7 pedone del nero · h6 alfiere del bianco · e5 pedone del nero · e4 re del nero · g4 pedone del bianco · f3 cavallo del nero · b2 pedone del bianco · f2 pedone del bianco · g2 alfiere del bianco · a1 re del bianco · d1 torre del bianco | b7 pedone del nero · h6 alfiere del bianco · e5 pedone del nero · e4 re del nero · g4 pedone del bianco · f3 cavallo del nero · b2 pedone del bianco · f2 pedone del bianco · g2 alfiere del bianco · a1 re del bianco · d1 torre del bianco | b7 pedone del nero · h6 alfiere del bianco · e5 pedone del nero · e4 re del nero · g4 pedone del bianco · f3 cavallo del nero · b2 pedone del bianco · f2 pedone del bianco · g2 alfiere del bianco · a1 re del bianco · d1 torre del bianco | b7 pedone del nero · h6 alfiere del bianco · e5 pedone del nero · e4 re del nero · g4 pedone del bianco · f3 cavallo del nero · b2 pedone del bianco · f2 pedone del bianco · g2 alfiere del bianco · a1 re del bianco · d1 torre del bianco | b7 pedone del nero · h6 alfiere del bianco · e5 pedone del nero · e4 re del nero · g4 pedone del bianco · f3 cavallo del nero · b2 pedone del bianco · f2 pedone del bianco · g2 alfiere del bianco · a1 re del bianco · d1 torre del bianco | b7 pedone del nero · h6 alfiere del bianco · e5 pedone del nero · e4 re del nero · g4 pedone del bianco · f3 cavallo del nero · b2 pedone del bianco · f2 pedone del bianco · g2 alfiere del bianco · a1 re del bianco · d1 torre del bianco | b7 pedone del nero · h6 alfiere del bianco · e5 pedone del nero · e4 re del nero · g4 pedone del bianco · f3 cavallo del nero · b2 pedone del bianco · f2 pedone del bianco · g2 alfiere del bianco · a1 re del bianco · d1 torre del bianco | b7 pedone del nero · h6 alfiere del bianco · e5 pedone del nero · e4 re del nero · g4 pedone del bianco · f3 cavallo del nero · b2 pedone del bianco · f2 pedone del bianco · g2 alfiere del bianco · a1 re del bianco · d1 torre del bianco | 6 |
| 5 | b7 pedone del nero · h6 alfiere del bianco · e5 pedone del nero · e4 re del nero · g4 pedone del bianco · f3 cavallo del nero · b2 pedone del bianco · f2 pedone del bianco · g2 alfiere del bianco · a1 re del bianco · d1 torre del bianco | b7 pedone del nero · h6 alfiere del bianco · e5 pedone del nero · e4 re del nero · g4 pedone del bianco · f3 cavallo del nero · b2 pedone del bianco · f2 pedone del bianco · g2 alfiere del bianco · a1 re del bianco · d1 torre del bianco | b7 pedone del nero · h6 alfiere del bianco · e5 pedone del nero · e4 re del nero · g4 pedone del bianco · f3 cavallo del nero · b2 pedone del bianco · f2 pedone del bianco · g2 alfiere del bianco · a1 re del bianco · d1 torre del bianco | b7 pedone del nero · h6 alfiere del bianco · e5 pedone del nero · e4 re del nero · g4 pedone del bianco · f3 cavallo del nero · b2 pedone del bianco · f2 pedone del bianco · g2 alfiere del bianco · a1 re del bianco · d1 torre del bianco | b7 pedone del nero · h6 alfiere del bianco · e5 pedone del nero · e4 re del nero · g4 pedone del bianco · f3 cavallo del nero · b2 pedone del bianco · f2 pedone del bianco · g2 alfiere del bianco · a1 re del bianco · d1 torre del bianco | b7 pedone del nero · h6 alfiere del bianco · e5 pedone del nero · e4 re del nero · g4 pedone del bianco · f3 cavallo del nero · b2 pedone del bianco · f2 pedone del bianco · g2 alfiere del bianco · a1 re del bianco · d1 torre del bianco | b7 pedone del nero · h6 alfiere del bianco · e5 pedone del nero · e4 re del nero · g4 pedone del bianco · f3 cavallo del nero · b2 pedone del bianco · f2 pedone del bianco · g2 alfiere del bianco · a1 re del bianco · d1 torre del bianco | b7 pedone del nero · h6 alfiere del bianco · e5 pedone del nero · e4 re del nero · g4 pedone del bianco · f3 cavallo del nero · b2 pedone del bianco · f2 pedone del bianco · g2 alfiere del bianco · a1 re del bianco · d1 torre del bianco | 5 |
| 4 | b7 pedone del nero · h6 alfiere del bianco · e5 pedone del nero · e4 re del nero · g4 pedone del bianco · f3 cavallo del nero · b2 pedone del bianco · f2 pedone del bianco · g2 alfiere del bianco · a1 re del bianco · d1 torre del bianco | b7 pedone del nero · h6 alfiere del bianco · e5 pedone del nero · e4 re del nero · g4 pedone del bianco · f3 cavallo del nero · b2 pedone del bianco · f2 pedone del bianco · g2 alfiere del bianco · a1 re del bianco · d1 torre del bianco | b7 pedone del nero · h6 alfiere del bianco · e5 pedone del nero · e4 re del nero · g4 pedone del bianco · f3 cavallo del nero · b2 pedone del bianco · f2 pedone del bianco · g2 alfiere del bianco · a1 re del bianco · d1 torre del bianco | b7 pedone del nero · h6 alfiere del bianco · e5 pedone del nero · e4 re del nero · g4 pedone del bianco · f3 cavallo del nero · b2 pedone del bianco · f2 pedone del bianco · g2 alfiere del bianco · a1 re del bianco · d1 torre del bianco | b7 pedone del nero · h6 alfiere del bianco · e5 pedone del nero · e4 re del nero · g4 pedone del bianco · f3 cavallo del nero · b2 pedone del bianco · f2 pedone del bianco · g2 alfiere del bianco · a1 re del bianco · d1 torre del bianco | b7 pedone del nero · h6 alfiere del bianco · e5 pedone del nero · e4 re del nero · g4 pedone del bianco · f3 cavallo del nero · b2 pedone del bianco · f2 pedone del bianco · g2 alfiere del bianco · a1 re del bianco · d1 torre del bianco | b7 pedone del nero · h6 alfiere del bianco · e5 pedone del nero · e4 re del nero · g4 pedone del bianco · f3 cavallo del nero · b2 pedone del bianco · f2 pedone del bianco · g2 alfiere del bianco · a1 re del bianco · d1 torre del bianco | b7 pedone del nero · h6 alfiere del bianco · e5 pedone del nero · e4 re del nero · g4 pedone del bianco · f3 cavallo del nero · b2 pedone del bianco · f2 pedone del bianco · g2 alfiere del bianco · a1 re del bianco · d1 torre del bianco | 4 |
| 3 | b7 pedone del nero · h6 alfiere del bianco · e5 pedone del nero · e4 re del nero · g4 pedone del bianco · f3 cavallo del nero · b2 pedone del bianco · f2 pedone del bianco · g2 alfiere del bianco · a1 re del bianco · d1 torre del bianco | b7 pedone del nero · h6 alfiere del bianco · e5 pedone del nero · e4 re del nero · g4 pedone del bianco · f3 cavallo del nero · b2 pedone del bianco · f2 pedone del bianco · g2 alfiere del bianco · a1 re del bianco · d1 torre del bianco | b7 pedone del nero · h6 alfiere del bianco · e5 pedone del nero · e4 re del nero · g4 pedone del bianco · f3 cavallo del nero · b2 pedone del bianco · f2 pedone del bianco · g2 alfiere del bianco · a1 re del bianco · d1 torre del bianco | b7 pedone del nero · h6 alfiere del bianco · e5 pedone del nero · e4 re del nero · g4 pedone del bianco · f3 cavallo del nero · b2 pedone del bianco · f2 pedone del bianco · g2 alfiere del bianco · a1 re del bianco · d1 torre del bianco | b7 pedone del nero · h6 alfiere del bianco · e5 pedone del nero · e4 re del nero · g4 pedone del bianco · f3 cavallo del nero · b2 pedone del bianco · f2 pedone del bianco · g2 alfiere del bianco · a1 re del bianco · d1 torre del bianco | b7 pedone del nero · h6 alfiere del bianco · e5 pedone del nero · e4 re del nero · g4 pedone del bianco · f3 cavallo del nero · b2 pedone del bianco · f2 pedone del bianco · g2 alfiere del bianco · a1 re del bianco · d1 torre del bianco | b7 pedone del nero · h6 alfiere del bianco · e5 pedone del nero · e4 re del nero · g4 pedone del bianco · f3 cavallo del nero · b2 pedone del bianco · f2 pedone del bianco · g2 alfiere del bianco · a1 re del bianco · d1 torre del bianco | b7 pedone del nero · h6 alfiere del bianco · e5 pedone del nero · e4 re del nero · g4 pedone del bianco · f3 cavallo del nero · b2 pedone del bianco · f2 pedone del bianco · g2 alfiere del bianco · a1 re del bianco · d1 torre del bianco | 3 |
| 2 | b7 pedone del nero · h6 alfiere del bianco · e5 pedone del nero · e4 re del nero · g4 pedone del bianco · f3 cavallo del nero · b2 pedone del bianco · f2 pedone del bianco · g2 alfiere del bianco · a1 re del bianco · d1 torre del bianco | b7 pedone del nero · h6 alfiere del bianco · e5 pedone del nero · e4 re del nero · g4 pedone del bianco · f3 cavallo del nero · b2 pedone del bianco · f2 pedone del bianco · g2 alfiere del bianco · a1 re del bianco · d1 torre del bianco | b7 pedone del nero · h6 alfiere del bianco · e5 pedone del nero · e4 re del nero · g4 pedone del bianco · f3 cavallo del nero · b2 pedone del bianco · f2 pedone del bianco · g2 alfiere del bianco · a1 re del bianco · d1 torre del bianco | b7 pedone del nero · h6 alfiere del bianco · e5 pedone del nero · e4 re del nero · g4 pedone del bianco · f3 cavallo del nero · b2 pedone del bianco · f2 pedone del bianco · g2 alfiere del bianco · a1 re del bianco · d1 torre del bianco | b7 pedone del nero · h6 alfiere del bianco · e5 pedone del nero · e4 re del nero · g4 pedone del bianco · f3 cavallo del nero · b2 pedone del bianco · f2 pedone del bianco · g2 alfiere del bianco · a1 re del bianco · d1 torre del bianco | b7 pedone del nero · h6 alfiere del bianco · e5 pedone del nero · e4 re del nero · g4 pedone del bianco · f3 cavallo del nero · b2 pedone del bianco · f2 pedone del bianco · g2 alfiere del bianco · a1 re del bianco · d1 torre del bianco | b7 pedone del nero · h6 alfiere del bianco · e5 pedone del nero · e4 re del nero · g4 pedone del bianco · f3 cavallo del nero · b2 pedone del bianco · f2 pedone del bianco · g2 alfiere del bianco · a1 re del bianco · d1 torre del bianco | b7 pedone del nero · h6 alfiere del bianco · e5 pedone del nero · e4 re del nero · g4 pedone del bianco · f3 cavallo del nero · b2 pedone del bianco · f2 pedone del bianco · g2 alfiere del bianco · a1 re del bianco · d1 torre del bianco | 2 |
| 1 | b7 pedone del nero · h6 alfiere del bianco · e5 pedone del nero · e4 re del nero · g4 pedone del bianco · f3 cavallo del nero · b2 pedone del bianco · f2 pedone del bianco · g2 alfiere del bianco · a1 re del bianco · d1 torre del bianco | b7 pedone del nero · h6 alfiere del bianco · e5 pedone del nero · e4 re del nero · g4 pedone del bianco · f3 cavallo del nero · b2 pedone del bianco · f2 pedone del bianco · g2 alfiere del bianco · a1 re del bianco · d1 torre del bianco | b7 pedone del nero · h6 alfiere del bianco · e5 pedone del nero · e4 re del nero · g4 pedone del bianco · f3 cavallo del nero · b2 pedone del bianco · f2 pedone del bianco · g2 alfiere del bianco · a1 re del bianco · d1 torre del bianco | b7 pedone del nero · h6 alfiere del bianco · e5 pedone del nero · e4 re del nero · g4 pedone del bianco · f3 cavallo del nero · b2 pedone del bianco · f2 pedone del bianco · g2 alfiere del bianco · a1 re del bianco · d1 torre del bianco | b7 pedone del nero · h6 alfiere del bianco · e5 pedone del nero · e4 re del nero · g4 pedone del bianco · f3 cavallo del nero · b2 pedone del bianco · f2 pedone del bianco · g2 alfiere del bianco · a1 re del bianco · d1 torre del bianco | b7 pedone del nero · h6 alfiere del bianco · e5 pedone del nero · e4 re del nero · g4 pedone del bianco · f3 cavallo del nero · b2 pedone del bianco · f2 pedone del bianco · g2 alfiere del bianco · a1 re del bianco · d1 torre del bianco | b7 pedone del nero · h6 alfiere del bianco · e5 pedone del nero · e4 re del nero · g4 pedone del bianco · f3 cavallo del nero · b2 pedone del bianco · f2 pedone del bianco · g2 alfiere del bianco · a1 re del bianco · d1 torre del bianco | b7 pedone del nero · h6 alfiere del bianco · e5 pedone del nero · e4 re del nero · g4 pedone del bianco · f3 cavallo del nero · b2 pedone del bianco · f2 pedone del bianco · g2 alfiere del bianco · a1 re del bianco · d1 torre del bianco | 1 |
|   | a | b | c | d | e | f | g | h |   |

## Il tema indiano
Nel 1844 Loveday inviò a Staunton, allora direttore del The Chess Player's Chronicle, un problema di matto in quattro mosse che diventò noto come "tema indiano". La lettera era firmata Shagird, per cui Staunton pensò si trattasse di un compositore indiano, ma in seguito venne accertato che tale parola in lingua in lingua hindi significa «discepolo» o «allievo» e che l'autore era certamente il reverendo Loveday.
Staunton pubblicò il problema, da lui chiamato «indiano», sulla copertina della sua rivista da marzo a dicembre 1845. Saint-Amant pubblicò una versione del problema sulla rivista La Palamède e pare che i frequentatori del famoso caffè La Régence di Parigi non riuscirono a trovare la soluzione, e che solo Ignazio Calvi, dopo una intera notte di studio, riuscì a trovarla.
La soluzione è  1. Ac1 b6  2. b4 b5  3. Td2 Rf4  4. Td4#   (1...b5 2. b3 b4 3. Td2 ecc.)
Nel tema indiano un pezzo (in questo caso l'alfiere nero) attraversa una casa critica (in questo caso d2) allo scopo di farsi intercettare da un altro pezzo di uguale colore, per evitare lo stallo; la batteria così formata permette di dare matto tramite uno scacco doppio di scoperta.
In seguito Loveday realizzò lo stesso tema usando la torre come pezzo intercettato e l'alfiere come pezzo intercettante.
Negli anni '20 esisteva ancora a fianco della chiesa di San Giacomo a Delhi il suo monumento funebre, con la scritta:

« Questo monumento fu eretto dai parrocchiani alla memoria del Rev. H. A. Loveday, per sette anni cappellano in questa stazione, ove morì il 9 gennaio 1848, all'età di 32 anni ».